# Familie Simpson
De familie Simpson is een fictieve familie uit de animatieserie The Simpsons. De bekendste leden zijn het gezin bestaande uit Homer, Marge, Bart, Lisa, en Maggie.  Zij wonen op 742 Evergreen Terrace in de fictieve stad  Springfield, USA. 

## Hoofdfamilie
- Homer Jay Simpson, vader
- Marjorie "Marge" Bouvier Simpson, moeder
- Bartholomew Jo-Jo "Bart" Simpson, oudste kind en enige zoon.
- Lisa Marie Simpson, middelste kind en oudste dochter.
- Margaret "Maggie" Simpson, jongste kind.

## Huisdieren
De twee bekendste huisdieren van de Simpsons zijn hun hond Santa's Little Helper en hun kat Snowball II.
Verder heeft de familie in de loop van de serie een aantal andere huisdieren gehad zoals vissen, schildpadden en hamsters. Geen van hen heeft ooit een naam gekregen, en de meeste kwamen maar in 1 aflevering voor.
- Hamsters: in "Duffless" kocht Lisa een paarse hamster. Later in de aflevering bezat Bart een bruine hamster. Lisa had ook een bruine hamster in de aflevering "Don't Fear the Roofer". In Bart vs. Thanksgiving, bevat Lisa’s gedicht "Meditations on Turning Eight" een referentie aan een overleden hamster genaamd Snuffy.
- Vissen: de familie bezit in meerdere aflevering vissen (vaak goudvissen).
- Schildpadden: in "Lisa on Ice" geeft Homer Bart zijn schildpad terug. Dit is de laatste keer dat een specifieke schildpad werd gezien of genoemd in de serie. In "Don't Fear the Roofer" heeft Bart een dode schild pad die hij beweert net gevonden te hebben.
- Brulkikker: in de aflevering "The Crepes of Wrath" had Bart een brulkikker in een fles. Hij liet het dier later vrij in de aflevering "Bart vs. Australia".
- Konijn: in "The Boys of Bummer bleek Bart ooit een konijn te hebben gehad genaamd Cotton Tail.

Andere dieren in de Simpsons zijn:
- Cinnamon, een cavia.
- Snuffy, een hamster
- Pinchy, een kreeft in Lisa Gets an "A".
- Laddie, een hond in The Canine Mutiny
- Mojo, een aap in Girly Edition.
- Duncan, een paard in Saddlesore Galactica
- Princess, een paard in Lisa's Pony
- Stampy, een olifant in Bart Gets an Elephant
- Chirpy Boy en Bart Jr., vogeletende hagedissen in Bart the Mother
- 25 puppy's van Santa's Little Helper
- She's the Fastest, moeder van de 25 puppy's
- Bart Junior, een kikker.
- Strangles, een slang.

## Andere familieleden

### Homers ouders
- Abraham "Abe" Simpson, Homers vader
- Mona Simpson, Homers moeder

### Herbert Powell
Herbert "Herb" Powell (stem van Danny DeVito) is Homers halfbroer. Hij verscheen voor het eerst in de aflevering Oh Brother, Where Art Thou?. Hij werd even genoemd in de aflevering "The Heartbroke Kid". Hij lijkt sterk op Homer, behalve dat hij dunner is en haar heeft. Ook is hij duidelijk intelligenter.
Herb was de eerste zoon van Abraham Simpson, die hij verwekte bij een prostituee op het carnaval. Hij werd opgegeven voor adoptie en zijn bestaan werd voor Homer geheimgehouden. Herb werd geadopteerd door de Powell familie, en werkte zich een weg omhoog tot een succesvolle zakenman. Hij richtte een autobedrijf op in Detroit. Toen Homer de waarheid ontdekte, zocht hij Herb op. Homer hielp Herb een auto te ontwerpen, maar de verkoop hiervan werd een flop. Als gevolg ging Herbs bedrijf failliet. In Brother Can You Spare Two Dimes? trok hij uit armoede een tijdje in bij de Simpsons. Hij slaagde er later in zijn fortuin terug te winnen met een machine die babytaal kon vertalen.
Herb is blijkbaar niet beïnvloed door het zogenaamde “Simpson gen”, een defect in het Y-chromosoom dat alle mannelijke leden van de Simpson familie een verlaagde intelligentie geeft.

### Abbie Simpson
Abbie is Homer Simpsons Engelse halfzus die hij voor het eerst ontmoette in de aflevering  "The Regina Monologues". Ze is in vrijwel elk opzicht een vrouwelijke versie van Homer. Abbie is de dochter van Abraham Simpson, die hij verwekte bij een vrouw genaamd Edwina. 

### Amber Simpson
Amber is Homers voormalige vrouw uit Las Vegas. In de aflevering Viva Ned Flanders gingen Homer en Ned Flanders naar Las Vegas voor een weekend, werden dronken, en trouwden elk met een vrouw zonder erbij na te denken. In de aflevering Jazzy and the Pussycats werd onthuld dat Amber was omgekomen door drugsmisbruik.

### Over over grootmoeder Naive Ox
In de aflevering Little Big Girl beweerde Homer dat zijn over-overgrootmoeder een indiaan was genaamd Naive Ox.

### Frank/Francine/Mother Shabubu
In de aflevering "Lisa's First Word" heeft Homer het over een neef van hem die Frank heet, en die later Francine werd. Volgens Homer is hij nu lid van een vreemde sekte waar zijn naam 'Mother Shabubu' is. Gezien Homers intelligentie is het mogelijk dat dit familielid niet bestaat.

### Great Aunt Hortense
Great Aunt Hortense is onderdeel van de plot in de aflevering Bart the Fink, waarin ze sterft. De Simpsons verwachten haar fortuin te erven, maar elk familielid krijgt slechts 100 dollar. De rest gaat naar Ann Landers.

### Oom Arthur
Oom Arthur is de oom van Bart, Lisa en Maggie, wat inhoudt dat hij de broer moet zijn van Marge of Homer. Homer is echter het enige kind van Mona en Abraham Simpson dus zou Arthur Marge’ broer moeten zijn. Marge heeft het slechts eenmaal over haar broer gehad, maar schaamde zich duidelijk voor hem en wilde nooit meer over hem praten. Oom Arthur is overleden.

### Dr. Simpson
Dr. Simpson, het hoofd van complexe operaties op de invasive care unit, werd voor het eerst gezien in "Lisa the Simpson". In de aflevering kan Homer geen succesvolle Simpsonman vinden om Lisa te bewijzen dat er geen genetische afwijking is die de lage intelligentie in de familie veroorzaakt. Dr. Simpson verklaart dan dat alleen het Y-chromosoom defect is.

### Oom Hubert
Oom Hubert: een oom wiens begrafenis werd getoond in het Tracey Ullman filmpje "The Funeral".

### Oom Tyrone
Oom Tyrone is een cynische oudere Simpson die in Dayton (Ohio) woont.  Gezien zijn leeftijd is hij vermoedelijk de broer van Abe. De familie wil hem opzoeken in "Catch 'em If You Can", maar hij heeft sindsdien niet meer meegedaan in de serie.

### Cyrus Simpson
Abraham Simpsons oudere broer. Cyrus stortte tijdens de Tweede Wereldoorlog neer met zijn vliegtuig in Tahiti. Hij heeft dit land nadien nooit meer verlaten, en is inmiddels getrouwd met 15 vrouwen.

### Orville J. Simpson
Orville J. Simpson, of Overgrootvader Simpson, is Homers grootvader uit "Het Oude Land". Hij werd gezien in de hemel door Bart in de aflevering Bart Gets Hit by a Car. 

### "Great Grand Pappy"
Abes overgrootvader die werd genoemd in Grampa vs. Sexual Inadequacy en het boek The Simpsons Uncensored Family Album.

### Bill Simpson
Bill Simpson is Abes broer, vermoedelijk een communist.

### Andere familieleden
- Great Uncle Chet, de eigenaar van een onsuccesvolle garnalencompagnie.
- 2nd cousin Stanley, die op vogels schiet op een vliegveld.

## Buiten de continuïteit

### Hugo Simpson
In een van de filmpjes uit de aflevering "Treehouse of Horror VII" bleek Bart een kwaadaardige tweelingbroer te hebben genaamd Hugo. Hij en Bart waren een Siamese tweeling, en werden na de geboorte van elkaar gescheiden. 
Daar de Treehouse of Horror afleveringen losstaan van de normale afleveringen is de kans groot dat Hugo niet bestaat in de normale afleveringen.